# Detroit Lions 2018
La stagione 2018 dei Detroit Lionsè stata la 89ª della franchigia nella National Football League e la prima con Matt Patricia come capo-allenatore. Con la sconfitta della settimana 15 contro i Buffalo Bills, i Lions subirono la prima stagione con un record negativo dal 2015, la prima anche dal ritiro di Calvin Johnson. Mancarono inoltre i playoff per il secondo anno consecutivo e finirono all'ultimo posto della NFC North per la prima volta dal 2012.

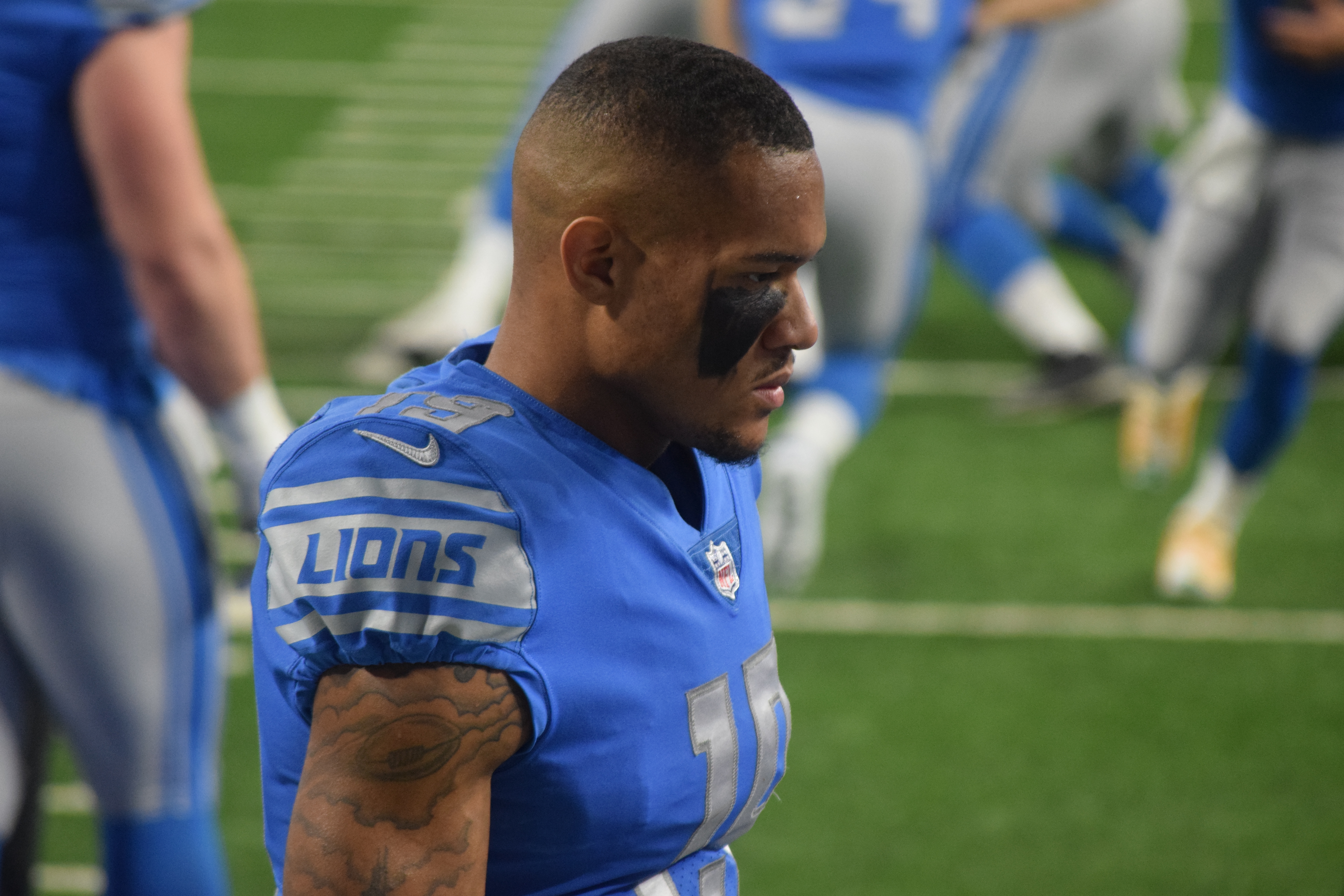
Kenny Golladay fu una delle rivelazioni dell'attacco dei Lions nel 2018

## Scelte nel Draft 2018
| Scelte dei Lions nel Draft 2018 |        |                 |       |                 |       |
| Giro                            | Scelta | Giocatore       | Ruolo | College         | Note  |
| 1                               | 20     | Frank Ragnow    | C     | Arkansas        | [ 2 ] |
| 2                               | 43     | Kerryon Johnson | RB    | Auburn          | [ 3 ] |
| 3                               | 82     | Tracy Walker    | S     | Louisiana       | [ 4 ] |
| 4                               | 114    | Da'Shawn Hand   | DE    | Alabama         | [ 5 ] |
| 5                               | 153    | Tyrell Crosby   | OT    | Oregon          | [ 6 ] |
| 7                               | 237    | Nick Bawden     | FB    | San Diego State | [ 7 ] |

## Staff
| Staff dei Detroit Lions nel 2018 |
| --- |
| Organi dirigenziali - Proprietario: Martha Firestone Ford - Presidente: Rod Wood - General manager: Bob Quinn Capo allenatore - Matt Patricia Altri allenatori - Preparatore atletico – Harold Nash - Assistente – Josh Schuler Allenatori dell'attacco - Coordinatore dell'attacco: Jim Bob Cooter - Quarterback – George Godsey - Running Back – David Walker - Wide Receiver – Robert Prince - Tight End – Chris White - Offensive Line – Jeff Davidson - Assistente attacco/ricerca e analisi – Evan Rothstein - Controllo qualità attacco/Offensive Line – Michael McCarthy Allenatori della difesa - Coordinatore difensivo – Paul Pasqualoni - Defensive Line – Bo Davis - Linebacker – Al Golden - Defensive Back – Brian Stewart - Assistente senior – Gunther Cunningham - Controllo qualità difesa – Steven Williams Allenatori dello special team - Coordinatore dello Special Team: Joe Marciano - Assistente - Devin Fitzsimmons |

## Roster
| Roster dei Detroit Lions nel 2018 |
| --- |
| Quarterback - 8 Matt Cassel - 9 Matthew Stafford Running Back - 21 Ameer Abdullah - 43 Nick Bellore FB - 29 LeGarrette Blount - 33 Kerryon Johnson - 25 Theo Riddick Wide Receiver - 19 Kenny Golladay - 11 Marvin Jones - 13 T.J. Jones - 10 Brandon Powell - 15 Golden Tate Tight End - 80 Michael Roberts - 87 Levine Toilolo - 84 Hakeem Valles - 82 Luke Wilson Offensive Linemen - 65 Tyrell Crosby T - 66 Joe Dahl G - 68 Taylor Decker T - -- Jamil Demby G - 78 Andrew Donnal T - 60 Graham Glasgow C - 76 T.J. Lang G - 77 Frank Ragnow C - 71 Rick Wagner T - 79 Kenny Wiggins G Defensive Linemen - 94 Ezekiel Ansah DE - 93 Da'Shawn Hand DT - 61 Kenny Hyder DE - 97 Ricky Jean-Francois DT - 73 Romeo Okwara DE - 91 A'Shawn Robinson DT - 92 Sylvester Williams DT Linebacker - 40 Jarrad Davis MLB - 59 Marquis Flowers OLB - 51 Eli Harold OLB - 52 Christian Jones OLB - 42 Devon Kennard OLB - 35 Miles Killebrew OLB - 44 Jalen Reeves-Maybin OLB Defensive Back - 39 Jamal Agnew CB - 28 Quandre Diggs SS - 24 Nevin Lawson CB - 27 Glover Quin FS - 23 Darius Slay CB - 31 Teez Tabor CB - 30 Dee Virgin CB - 47 Tracy Walker CB - 45 Charles Washington FS - 32 Tavon Wilson SS Special Team - 6 Sam Martin P - 48 Don Muhlbach LS - 5 Matt Prater K Lista delle riserve - 46 Nick Bawden FB (IR) - 46 Marcus Cromartie SS (IR) - 17 Andy Jones WR (PUP) - 54 Steve Longa OLB (IR) Squadra di allenamento - 99 John Atkins DT - 58 Alex Barrett OLB - 53 Trevor Bates MLB - 38 Mike Ford CB - 75 Leo Koloamatangi C - 18 Chris Lacy WR - 26 Cre'Von LeBlanc CB - 55 Eric Lee DE - 36 Donnel Pumphrey RB - 14 Jake Rudock QB 53 attivi, 4 inattivi, 10 nella squadra di allenamento |
| Legenda - I rookie sono in corsivo. - Il primo ruolo è il principale mentre gli eventuali successivi indicano i ruoli secondari. - (IR) sta per Injured Reserve ed indica la lista ristretta per un solo giocatore infortunato che può tornare ad allenarsi dopo la settimana 6 e a rientrare in prima squadra dopo che questa ha giocato 8 partite. - (NF-Inj.) / (NF-Ill.) stanno rispettivamente per Non-Football Injured e Non-Football Illness ed indicano le liste dove viene inserito un giocatore che ha un infortunio o una malattia non dipendente dal football americano. - (PUP) sta per Physically Unable to Perform ed indica la lista dove viene inserito un giocatore mentre è in attesa di recuperare la condizione fisica. Nella stagione regolare dopo la sesta partita giocata dalla propria squadra, il giocatore ha tempo tre settimane per riprendere ad allenarsi, più tre settimane aggiuntive dal suo rientro agli allenamenti per rientrare in prima squadra. |

## Calendario

### Stagione regolare
Il calendario della stagione è stato annunciato il 19 aprile 2018.
| Stagione regolare |                        |                    |                    |                    |                    |
| Turno             | Avversario             | Risultato          | Record             | Stadio             | Sintesi            |
| 1                 | New York Jets          | S 17–48            | 0–1                | Ford Field         | Recap              |
| 2                 | at San Francisco 49ers | S 27–30            | 0–2                | Levi's Stadium     | Recap              |
| 3                 | New England Patriots   | V 26–10            | 1–2                | Ford Field         | Recap              |
| 4                 | at Dallas Cowboys      | S 24–26            | 1–3                | AT&T Stadium       | Recap              |
| 5                 | Green Bay Packers      | V 31–23            | 2–3                | Ford Field         | Recap              |
| 6                 | Settimana di pausa     | Settimana di pausa | Settimana di pausa | Settimana di pausa | Settimana di pausa |
| 7                 | at Miami Dolphins      | V 32–21            | 3–3                | Hard Rock Stadium  | Recap              |
| 8                 | Seattle Seahawks       | S 14–28            | 3–4                | Ford Field         | Recap              |
| 9                 | at Minnesota Vikings   | S 9–24             | 3–5                | U.S. Bank Stadium  | Recap              |
| 10                | at Chicago Bears       | S 22–34            | 3–6                | Soldier Field      | Recap              |
| 11                | Carolina Panthers      | V 20–19            | 4–6                | Ford Field         | Recap              |
| 12                | Chicago Bears          | S 16–23            | 4–7                | Ford Field         | Recap              |
| 13                | Los Angeles Rams       | S 16–30            | 4–8                | Ford Field         | Recap              |
| 14                | at Arizona Cardinals   | V 17–3             | 5–8                | State Farm Stadium | Recap              |
| 15                | at Buffalo Bills       | S 13–14            | 5–9                | New Era Field      | Recap              |
| 16                | Minnesota Vikings      | S 9–27             | 5–10               | Ford Field         | Recap              |
| 17                | at Green Bay Packers   | V 31–0             | 6–10               | Lambeau Field      | Recap              |

Note
- Gli avversari della propria division sono in grassetto.

## Classifiche

### Division
| NFC North           | NFC North | NFC North | NFC North | NFC North | NFC North | NFC North | NFC North | NFC North |
| vedi • disc. • mod. | V         | S         | P         | PCT       | DIV       | CONF      | PF        | PS        |
| ------------------- | --------- | --------- | --------- | --------- | --------- | --------- | --------- | --------- |
| Chicago Bears       | 10        | 4         | 0         | .714      | 3–1       | 6–2       | 344       | 241       |
| Minnesota Vikings   | 6         | 5         | 1         | .542      | 2–1–1     | 5–3–1     | 275       | 270       |
| Green Bay Packers   | 5         | 7         | 1         | .423      | 1–2–1     | 2–6–1     | 281       | 287       |
| Detroit Lions       | 4         | 8         | 0         | .333      | 1–3       | 2–7       | 254       | 316       |
|                     |           |           |           |           |           |           |           |           |
|                     |           |           |           |           |           |           |           |           |

### Conference
| National Football Conference           | National Football Conference | National Football Conference | National Football Conference | National Football Conference | National Football Conference | National Football Conference | National Football Conference | National Football Conference | National Football Conference | National Football Conference |
| Pos.                                   | Squadra                      | Division                     | V                            | S                            | P                            | PCT                          | DIV                          | CONF                         | SOS                          | SOV                          |
| Capolista di Division                  | Capolista di Division        | Capolista di Division        | Capolista di Division        | Capolista di Division        | Capolista di Division        | Capolista di Division        | Capolista di Division        | Capolista di Division        | Capolista di Division        | Capolista di Division        |
| -------------------------------------- | ---------------------------- | ---------------------------- | ---------------------------- | ---------------------------- | ---------------------------- | ---------------------------- | ---------------------------- | ---------------------------- | ---------------------------- | ---------------------------- |
| 1                                      | Los Angeles Rams             | West                         | 13                           | 3                            | 0                            | .813                         | 4–0                          | 7–1                          | .493                         | .462                         |
| 2                                      | New Orleans Saints           | South                        | 13                           | 3                            | 0                            | .813                         | 2–1                          | 7–2                          | .486                         | .483                         |
| 3                                      | Chicago Bears                | North                        | 9                            | 4                            | 0                            | .692                         | 3–1                          | 6–2                          | .417                         | .380                         |
| 4                                      | Dallas Cowboys               | East                         | 8                            | 6                            | 0                            | .571                         | 3–1                          | 6–3                          | .500                         | .452                         |
| Wild Card                              |                              |                              |                              |                              |                              |                              |                              |                              |                              |                              |
| 5                                      | Seattle Seahawks             | West                         | 10                           | 6                            | 0                            | .625                         | 2–2                          | 6–3                          | .510                         | .339                         |
| 6                                      | Minnesota Vikings            | North                        | 6                            | 5                            | 1                            | .542                         | 2–1–1                        | 5–3–1                        | .479                         | .313                         |
| Non qualificati per i play-off         |                              |                              |                              |                              |                              |                              |                              |                              |                              |                              |
| 7                                      | Carolina Panthers            | South                        | 6                            | 6                            | 0                            | .500                         | 1–2                          | 4–5                          | .469                         | .472                         |
| 8                                      | Philadelphia Eagles          | East                         | 9                            | 7                            | 0                            | .563                         | 3–1                          | 4–5                          | .476                         | .389                         |
| 9                                      | Washington Redskins          | East                         | 6                            | 7                            | 0                            | .462                         | 2–2                          | 6–4                          | .496                         | .410                         |
| 10                                     | Tampa Bay Buccaneers         | South                        | 5                            | 7                            | 0                            | .417                         | 2–2                          | 4–5                          | .479                         | .475                         |
| 11                                     | Green Bay Packers            | North                        | 5                            | 7                            | 1                            | .423                         | 1–2–1                        | 2–6–1                        | .507                         | .417                         |
| 12                                     | Atlanta Falcons              | South                        | 4                            | 8                            | 0                            | .333                         | 2–2                          | 4–4                          | .542                         | .438                         |
| 13                                     | New York Giants              | East                         | 5                            | 8                            | 0                            | .385                         | 0–4                          | 3–7                          | .507                         | .500                         |
| 14                                     | Detroit Lions                | North                        | 4                            | 8                            | 0                            | .333                         | 1–3                          | 2–7                          | .542                         | .531                         |
| 15                                     | Arizona Cardinals            | West                         | 3                            | 9                            | 0                            | .250                         | 2–2                          | 3–5                          | .514                         | .236                         |
| 16                                     | San Francisco 49ers          | West                         | 2                            | 10                           | 0                            | .167                         | 0–4                          | 1–8                          | .479                         | .250                         |
| Criteri di spareggio                   |                              |                              |                              |                              |                              |                              |                              |                              |                              |                              |
| 1. 2. 3.                               |                              |                              |                              |                              |                              |                              |                              |                              |                              |                              |
| Legenda                                |                              |                              |                              |                              |                              |                              |                              |                              |                              |                              |
| w — wild card ottenuta                 |                              |                              |                              |                              |                              |                              |                              |                              |                              |                              |
| x — partecipazione ai playoff ottenuta |                              |                              |                              |                              |                              |                              |                              |                              |                              |                              |
| y — campioni di division               |                              |                              |                              |                              |                              |                              |                              |                              |                              |                              |
| z — salto del primo turno di play-off  |                              |                              |                              |                              |                              |                              |                              |                              |                              |                              |
| * — vantaggio del campo ottenuto       |                              |                              |                              |                              |                              |                              |                              |                              |                              |                              |

## Premi

### Premi settimanali e mensili
- Kerryon Johnson:

running back della settimana 7
- Darius Slay:

difensore della NFC della settimana 14
- Matt Prater:

giocatore degli special team della NFC della settimana 17